# Ixamatus varius
Ixamatus varius är en spindelart som först beskrevs av Ludwig Carl Christian Koch 1873.  Ixamatus varius ingår i släktet Ixamatus och familjen Nemesiidae.
Artens utbredningsområde är Queensland. Inga underarter finns listade i Catalogue of Life.